# Fremanezumab
Fremanezumab được bán dưới tên thương mại là Ajovy, là một loại thuốc để ngăn ngừa chứng đau nửa đầu. Nó đã được chứng minh là có hiệu quả và an toàn ở những bệnh nhân trưởng thành bị bốn hoặc nhiều cơn đau đầu mỗi tháng.

## Tác dụng phụ
Các tác dụng phụ phổ biến nhất là phản ứng tại vị trí tiêm, xảy ra ở 43 đến 45% bệnh nhân trong các nghiên cứu (so với 38% trong giả dược). Phản ứng quá mẫn xảy ra ở ít hơn 1% bệnh nhân.

## Tương tác
Fremanezumab không tương tác với các thuốc chống đau nửa đầu khác như triptans, ergot alkaloids và thuốc giảm đau. Nhìn chung, thuốc này có khả năng tương tác thấp vì nó không được chuyển hóa bởi các enzyme cytochrom P450.

## Dược lý

### Cơ chế hoạt động
Fremanezumab là một kháng thể đơn dòng được nhân hóa hoàn toàn nhằm chống lại các peptide liên quan đến gen calcitonin (CGRP) alpha và beta. Cơ chế hoạt động chính xác vẫn chưa được biết. Đây là kháng thể đơn dòng chống CGRP được phê duyệt duy nhất có thể được cung cấp với một khoảng thời gian hàng quý.

### Dược động học
Sau khi tiêm dưới da, fremanezumab có sinh khả dụng là 55,55166%. Nồng độ cao nhất trong cơ thể đạt được sau năm đến bảy ngày. Giống như các protein khác, chất này bị phân giải bởi sự phân giải protein thành các peptide và amino acid nhỏ, được tái sử dụng hoặc bài tiết qua thận. Thời gian bán hủy được ước tính là từ 30 đến 31 ngày.

## Lịch sử
Fremanezumab được phát hiện và phát triển bởi Rinat Neuroscience, được Pfizer mua lại vào năm 2006, và sau đó được cấp phép cho Teva. Nó đã được Cục Quản lý Thực phẩm và Dược phẩm Hoa Kỳ phê duyệt vào tháng 9 năm 2018. Vào tháng 4 năm 2019, fremanezumab đã được phê duyệt để tiếp thị và sử dụng tại Liên minh Châu Âu.
Thuốc đã và vẫn đang được đánh giá cho các bệnh khác ngoài đau nửa đầu, trong đó chất CGRP nội sinh đã được liên quan đến bệnh học. Teva vẫn đang phát triển nó cho chứng đau đầu từng cơn nhưng đã ngừng phát triển fremanezumab để điều trị đau đầu chùm mạn tính vào năm 2018 sau khi kết thúc chính của thử nghiệm giai đoạn III không được đáp ứng.